# 센보쿠 뉴타운

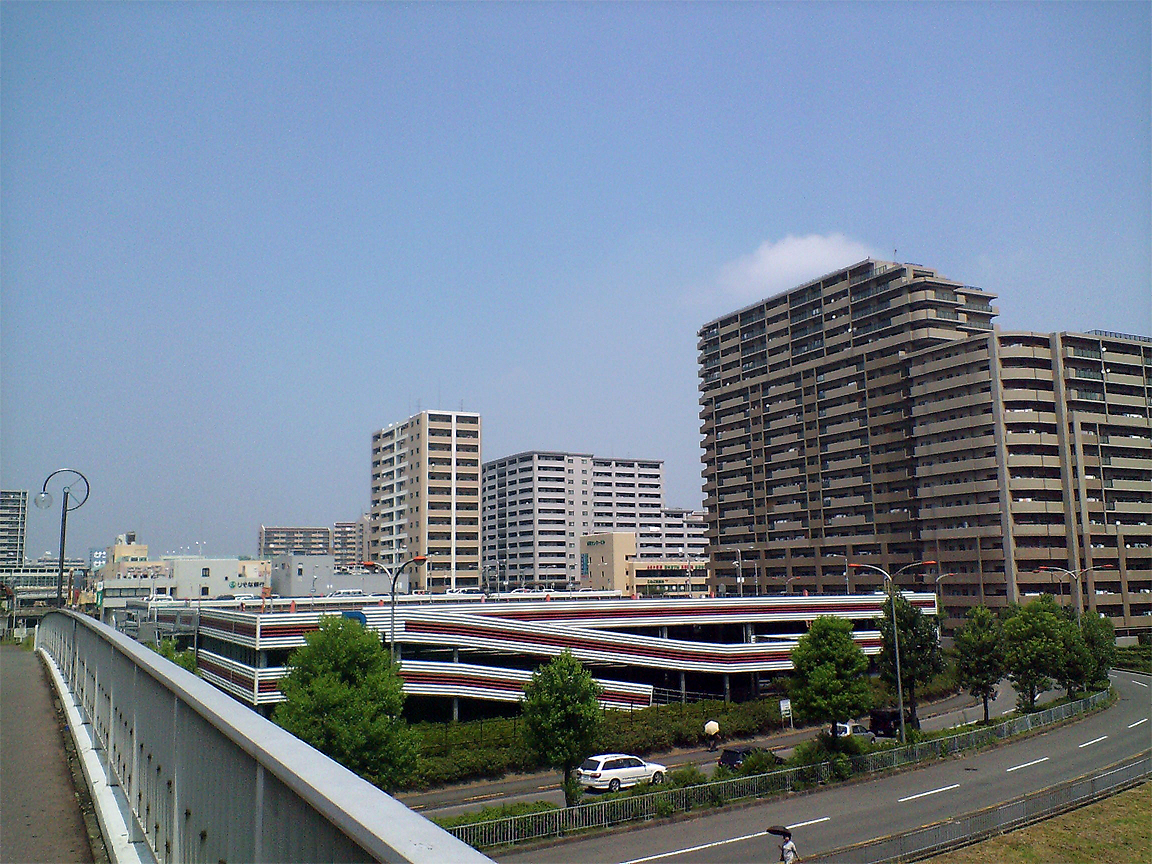
센보쿠 뉴타운 (사진 1)
일본 오사카부의 사카이시 일대 전경.

센보쿠 뉴타운(泉北ニュータウン, Senboku New Town)은 일본 오사카부의 이즈미시와 사카이시 일대를 조성한 뉴타운이자 신도시이다. 이 일대의 면적은 1,557ha이며, 인구수도 역시 15만명의 규모를 가진 주민들이 거주하고 있다. 그리고 이 지역 일대를 가로지르는 철도인 센보쿠 고속철도선이 이 지역을 놓인 것으로 드러난다.

## 같이 보기
- 센리 뉴타운
- 다마 뉴타운
- 고호쿠 뉴타운